# Entomognathus brevis
Entomognathus brevis är en stekelart som först beskrevs av Vander Linden 1829.  Entomognathus brevis ingår i släktet Entomognathus, och familjen Crabronidae. Arten är reproducerande i Sverige.